# Here I Stand
Ось я стою (анг. Here I Stand) — п'ятий студійний альбом американського співака Ашера, випущений 23 травня 2008 року на лейблі LaFace Records. Запис здійснювався в період з 2007 по 2008 роки кількома продюсерами, включаючи Жермена Дюпрі, will.i.am, Stargate, The-Dream та Dre & Vidal.
Альбом дебютував на 1 місці в хіт-параді Billboard 200, розійшовшись у кількості 443 000 копій за перший тиждень продажів. Усього платівка розійшлася накладом у 1 500 000 примірників у США, та 3 500 000 в інших країнах.
На відміну від змішаної реакції критики на попередній альбом виконавця — Confessions, Here I Stand отримав в основному позитивні рецензії.

## Список композицій
| #   | Назва                                                        | Продюсер                                    | Тривалість |
| --- | ------------------------------------------------------------ | ------------------------------------------- | ---------- |
| 1.  | «Forever Young» (Intro)                                      | James "JLack" Lackey                        | 1:28       |
| 2.  | «Love in This Club» (featuring Young Jeezy)                  | Polow Da Don                                | 4:19       |
| 3.  | «This Ain't Sex»                                             | Tricky Stewart & Jazze Pha, The-Dream *     | 4:24       |
| 4.  | «Trading Places»                                             | Los Da Mystro, The-Dream & Gregory Batson * | 4:28       |
| 5.  | «Moving Mountains»                                           | Tricky Stewart, The-Dream *                 | 4:58       |
| 6.  | «What's Your Name ?» (за участю will.i.am)                   | will.i.am                                   | 3:58       |
| 7.  | «Prayer for You» (Interlude)                                 |                                             | 1:43       |
| 8.  | «Something Special»                                          | Жермен Дюпрі, Manuel Seal & LRoc *          | 3:58       |
| 9.  | «Love You Gently»                                            | Dre & Vidal                                 | 3:39       |
| 10. | «Best Thing» (featuring Jay-Z)                               | Жермен Дюпрі, Manuel Seal *                 | 3:54       |
| 11. | «Before I Met You»                                           | Брайан-Майкл Кокс                           | 4:56       |
| 12. | «His Mistakes»                                               | StarGate, Ne-Yo *                           | 4:59       |
| 13. | «Appetite»                                                   | Danja                                       | 3:58       |
| 14. | «What's a Man to Do»                                         | StarGate                                    | 4:09       |
| 15. | «Lifetime»                                                   | James "JLack" Lackey                        | 4:36       |
| 16. | «Love in This Club, Part II» (за участю Beyoncé & Lil Wayne) | Soundz                                      | 5:09       |
| 17. | «Here I Stand»                                               | Dre & Vidal                                 | 4:10       |
| 18. | «Will Work for Love» (скрытый трек)                          | J. R. Rotem                                 | 3:19       |

| Делюкс видання для iTunes | Делюкс видання для iTunes                                  | Делюкс видання для iTunes           | Делюкс видання для iTunes |
| #                         | Назва                                                      | Продюсер                            | Тривалість                |
| ------------------------- | ---------------------------------------------------------- | ----------------------------------- | ------------------------- |
| 19.                       | «Revolver»                                                 | Alexander "Prettyboifresh" Parhm jr | 3:16                      |
| 20.                       | «Love in This Club (Remix)» (за участю T.I. & Young Jeezy) | Polow Da Don                        | 4:24                      |
| 21.                       | «Chivalry» (pre-order only) (featuring Жермен Дюпрі)       | Жермен Дюпрі                        | 4:06                      |

## Хіт-паради
| Хіт-парад (2008)                  | Позиція |
| --------------------------------- | ------- |
| Австралія                         | 1       |
| Австрія                           | 24      |
| Бельгія (Фландрия)                | 3       |
| Бельгія (Валонія)                 | 8       |
| Голландія                         | 5       |
| Данія                             | 15      |
| Фінляндія                         | 39      |
| Франція                           | 7       |
| Німеччина                         | 10      |
| Ірландія                          | 2       |
| Нова Зеландія                     | 5       |
| Норвегія                          | 16      |
| Польща                            | 36      |
| Швейцарія                         | 18      |
| Швейцарія                         | 4       |
| UK Albums Chart                   | 1       |
| U.S. Billboard 200                | 1       |
| U.S. Billboard R&B/Hip-Hop Albums | 1       |

### Продажі та сертифікації
| Країна          | Джерело | Сертифікація    | Продажи   |
| --------------- | ------- | --------------- | --------- |
| Франція         | SNEP    |                 | 20,000+   |
| Велика Британія | BPI     | Золотой диск    | 100,000+  |
| США             | RIAA    | Платиновый диск | 1,500,000 |

## Реліз
| Регіон          | Дата           |
| --------------- | -------------- |
| Німеччина       | 23 травня 2008 |
| Велика Британія | 26 травня 2008 |
| США             | 27 травня 2008 |
| Japan           | 28 травня 2008 |